# Psaenythia verbenae
Psaenythia verbenae är en biart som beskrevs av Holmberg 1921. Psaenythia verbenae ingår i släktet Psaenythia och familjen grävbin. Inga underarter finns listade i Catalogue of Life.